# Guatteria pilosula
Guatteria pilosula este o specie de plante angiosperme din genul Guatteria, familia Annonaceae, descrisă de Jules Émile Planchon, Jean Jules Linden și José Jéronimo Triana. Conform Catalogue of Life specia Guatteria pilosula nu are subspecii cunoscute.